# Uvarovium desertum
Uvarovium desertum is een rechtvleugelig insect uit de familie veldsprinkhanen (Acrididae). De wetenschappelijke naam van deze soort is voor het eerst geldig gepubliceerd in 1927 door Dirsh.